# Paracuri

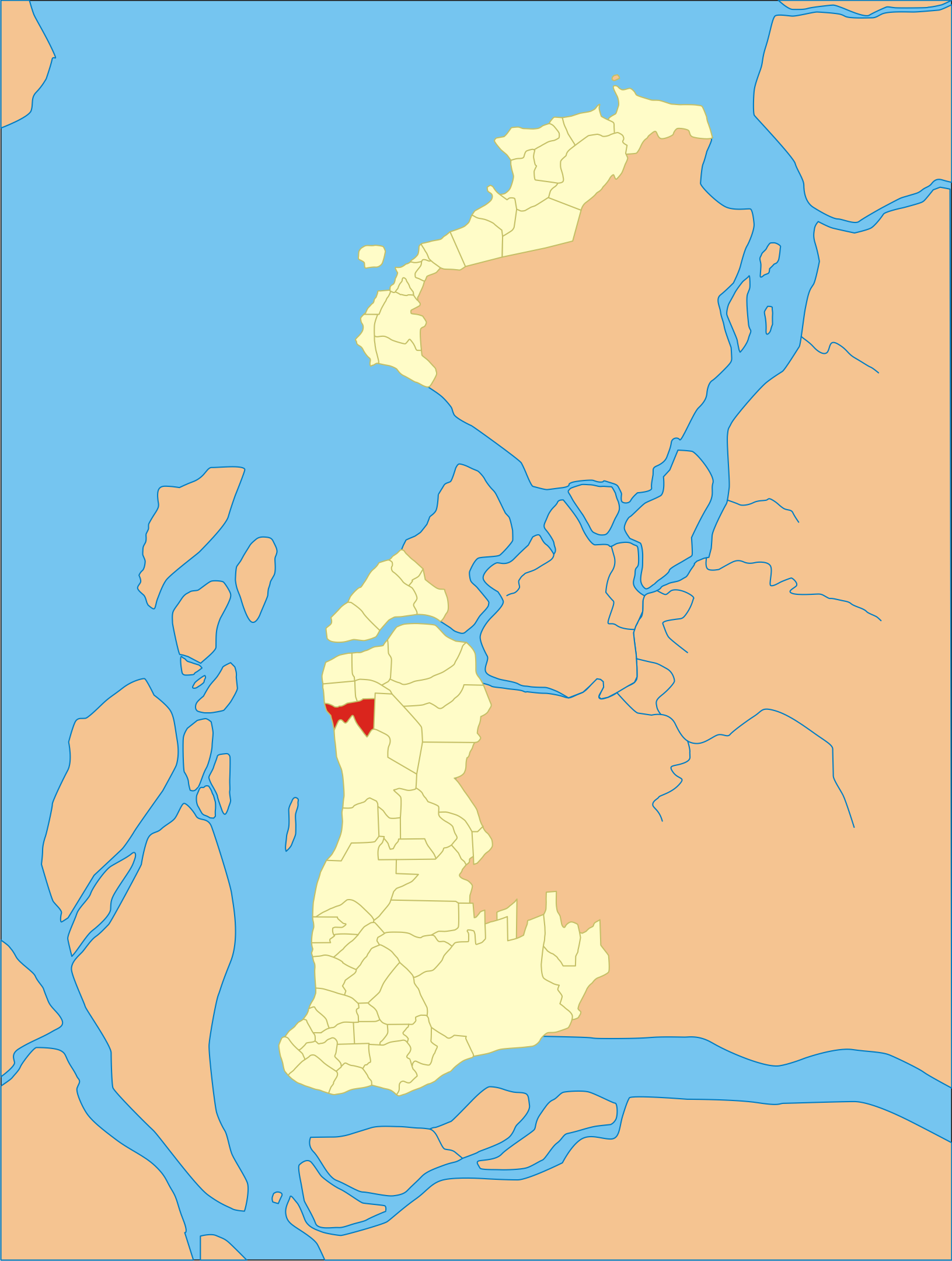
Localização do bairro Paracuri em Belém

Paracuri é um bairro da cidade brasileira de Belém localizado no Distrito Administrativo de Icoaraci (DAICO) no estado do Pará, vizinhos do bairros Cruzeiro e Maracacuera.
O bairro tem sua importância pela produção artesanal. É lá que são feitos artesanalmente vasos indígenas exportados, muito apreciados mundo afora, em especial os dos estilos Tapajônico e Marajoara.
O bairro abriga o Liceu Escola de Artes e Ofícios do Paracuri "Mestre Raimundo Cardoso", criado na década de 1990 para transmitir e preservar as técnicas de produção dos artefatos cerâmicos.
Apesar de sua importância e tradição, só aos poucos o bairro vai se urbanizando e mantém aspectos de bucolismo em plena zona metropolitana. É cortado por um igarapé em cujas margens se extrai a argila com a qual são feitos os artefatos. Assim, a população, em sua maioria pobre, tenta viver com alguma dignidade da réplica de vasos e de seu pequeno comércio local.

## Ruas e avenidas
- Travessa Soledade
- Rua Coronel Juvêncio Sarmento
- Travessa Berredos
- Rua 8 de Maio
- Rodovia Artur Bernardes

## Icoaraci
O distrito de Icoaraci é um dos oito distritos da cidade brasileira de Belém (estado do Pará), dividido em nove bairros e, distante cerca de 20 km do centro da capital.